# Liste der Herrscher von Laos
Liste der Herrscher der verschiedenen Königreiche in Laos.

## Könige vonVientiane(1707–1828)
Das Königreich Vientiane wurde 1707 aufgrund von fortgesetzten Thronstreitigkeiten und folgenden Aufspaltung des Königreichs Lan Xang gebildet. Es war Siam, dem mächtigen Nachbarn im Süden, tributpflichtig.
- 1707–1730 Sai Setthathirat II.
- 1730–1767 Ong Long
- 1767–1778 Bunsan, 1. Regierung
- 1778–1780 Interregnum unter dem siamesischen Gouverneur Phaya Supho
- 1780–1781 Bunsan, 2. Regierung
- 1781–1795 Nanthesan
- 1792–1805 Inthavong
- 1805–1828 Anuvong

## Könige vonLuang Prabang
Nach der Aufspaltung Lan Xangs in drei Teile war das Reich Luang Phrabang das schwächste der drei neuen Gebiete. Es musste zu verschiedenen Zeiten Tribut an Siam, Birma oder Vietnam entrichten. Nach einer besonders kraftvollen Attacke der nördlichen chinesischen Ho unterstellte sich Luang Phrabang 1887 der französischen Kolonialmacht, die das Reich in Französisch-Indochina integrierte.
- 1707–1713 Kingkitsarat
- 1713–1723 Ong Kham
- 1723–1749 Inthasom
- 1749 Inta Pom
- 1750–1768 Sotika Kuman
- 1768–1791 Suriyavong II.
- 1791–1795 Interregnum
- 1795–1816 Anurut
- 1817–1836 Manthatulat
- 1836–1850 Sukaseum
- 1850–1870 Tiantha
- 1870–1887 Oun Kham
- 1887–1894 (kein König)
- 1894–1904 Sakkalin

Könige von Laos
- 1904–1959 Sisavang Vong, ab 1946 König von Laos
- 1959–1975 Savang Vatthana

## Könige von Champasak
Champasak spaltete sich 1700 von Lan Xang ab und wurde 1904 von der französischen Kolonialmacht zu einem Fürstentum gemacht. Als sich 1946 das Königreich Laos bildete, endete die Existenz des Reiches Champasak.

Unabhängige Könige von Champasak:
- Soi Sisamouth (Nokasad) 1713–1737/38
- Sayakumane Regent seit 1725, König 1737–1778/79

Herrscher von Champasak unter siamesischer Oberherrschaft:
- Sayakumane 1780–1791
- Fay Na 1791–1807/11
- Nu 1811
- Interregnum bis 1813
- Manoi 1813–1819
- Rajabud Yoh (Prinz von Vientiane) 1819/1821–1826
- Huy 1826–1841
- Nark 1841–1851
- Boua 1851/1852 (vor offizieller Einsetzung gestorben)
- Interregnum bis 1855/56
- Kham Nai 1855/56–1858
- Interregnum bis 1862
- Kham Souk 1862/63–1900
- Nhouy Ratsadanay 1900–1904

Oberhäupter des Fürstenhauses seit 1904:
- Nhouy Ratsadanay 1904–1945
- Boun Oum 1945–1980 (1946 Thronverzicht, ab 1975 im Exil)
- Keo Champhonsak seit 1980.